# Pancratiusplein
Het Pancratiusplein is een plein in het centrum van de Nederlandse stad Heerlen. Aan het plein liggen de Sint-Pancratiuskerk, de Schelmentoren, het Glaspaleis en diverse horecagelegenheden. Het plein grenst aan de Pancratiusstraat, de Geleenstraat en het plein de Bongerd.
Voorheen lagen in dit gebied twee pleinen: het Emmaplein en het Kerkplein.
In december 2015 stond hier het glazen huis voor de actie 3FM Serious Request.